# ジェリー伊藤
ジェリー 伊藤（、1927年〈昭和2年〉7月12日 - 2007年〈平成19年〉7月8日）は、日本の歌手、俳優。アメリカ合衆国・ニューヨーク生まれ。本名ジェラルド・タメキチ・イトウ。

## 来歴・人物
英米で活躍した日本人ダンサー・振付師である伊藤道郎の次男。母親のヘイゼル(Hezel Wright)は道郎のダンサー仲間で、ジェリーのほかに長男ドナルドをもうけた。俳優で演出家の千田是也の甥に当たる。祖父の伊藤為吉は服部時計店（銀座）などの設計を担当した建築家として知られる。自身の妻は日本舞踊家の花柳若奈（本名:伊藤栄）で、作家山口瞳の妹。1970年代に活躍した歌手のデイビッド&ミシェルは、ジェリーと若奈の子供である。
生まれてすぐロサンジェルスに転居、真珠湾攻撃勃発により父親がスパイ容疑で収監され、ジェリーらはニューヨークの母方の親戚宅に身を寄せた。父親はミズーラ (モンタナ州)司法省のキャンプに2年間留置されたのち、日本に送還され、音信不通となった。戦後すぐアメリカ海兵隊員として来日して父親探しを始め、GHQの劇場で働く父親と再会した。ニューヨークに戻りニュースクール大学の演劇を学び、"All the President's Men"でブロードウェイデビューしたが、朝鮮戦争で再び従軍、1950年代に再来日して花柳若奈と結婚した。若菜とは父を通してニューヨークで知り合っていた。
『モスラ』の悪役など多くの映画やテレビドラマ、さらにはCMやミュージカルなどでも活躍した。
1995年からNHK教育テレビ『英語であそぼ』（現『えいごであそぼ』）の第3シリーズに出演したが、3年間続いた同シリーズ最終年度に入る直前の1997年に脳溢血で倒れ、途中降板。但し、オープニングをはじめ1996年度までに収録された映像は継続して使用された為、1997年度も正式な出演者として扱われていた。
晩年はアメリカで生活していたが、ゴジラ関連のイベントで共演した小泉によれば伊藤は日本を懐かしがっていたという。
2007年7月8日午前8時（日本時間同日深夜）、肺炎のためロサンゼルス市内の自宅で死去。79歳没。墓所は染井霊園。

## エピソード
トワ・エ・モワや越路吹雪の歌唱で知られる「誰もいない海」は、1967年、NET『木島則夫モーニングショー』に出演していた伊藤の「今週の歌」のために書かれた曲である。
『モスラ』の監督を務めた本多猪四郎は、伊藤は日本語がうまくなかったが、脚本を読むのには不自由はなかったという。同作品の企画時に、アメリカ側からハーフである伊藤がアメリカ人に見えないとの意見が挙がったが、本多は日本語がわかることを理由に伊藤を推したという。
『モスラ』で共演した小泉博は、伊藤について人懐っこく誰にでも話しかけて友達になる性格であったと証言しており、小泉とも同作品で仲良くなったという。子役として同作品に出演した田山雅充も、伊藤は明るく、共演者の中村哲とともによく冗談を言っていたと述懐している。

## 出演作品

### 映画
- 海の野郎ども（1957年） - アラブ人A
- 双頭の殺人鬼（1959年） - 捜査官アイダ
- モスラ（1961年） - クラーク・ネルソン[1][2][3]
- 世界大戦争（1961年） - ワトキンス[12][2][3]
- ニッポン無責任野郎（1962年） - ゲーリー
- やぶにらみニッポン（1963年） - ジョン町平
- 国際秘密警察 指令第8号（1963年） - ケント
- 江分利満氏の優雅な生活（1963年） - ピート
- 君も出世ができる（1964年） - マクレガー
- 新網走番外地（1968年） - ジミー中田
- 舶来仁義 カポネの舎弟（1970年） - ヒューバー
- ゴルゴ13 九竜の首（1977年） - ポランスキー
- 宇宙からのメッセージ（1978年） - 連邦軍司令

### テレビドラマ
- 私は貝になりたい（1958年） - MP [注釈 2]
- でっかい青春 第9話「はくらい剣法」（1967年12月24日） - ジェリー高井
- マイティジャック 第6話「熱い氷」（1968年） - ロベール岡村
- まぼろし城 小西寿安　(1968年、MBS)
- 大河ドラマ
  - 三姉妹（1967年） - アーネスト・サトウ
  - 竜馬がゆく（1968年） - アーネスト・サトウ
  - 勝海舟（1974年） - アーネスト・サトウ
  - 花神（1977年） - エドワード・スネル
- ジョン万次郎（1968年）
- フジ三太郎 第10話「東京には空気がない」（1968年）
- 素浪人 花山大吉 第57話「母は異国の人だった」（1970年） - ドニケル・ウィルマン（通称：ドンケル）
- NHK特集 / 日本の戦後（1977年） - コートニー・ホイットニー
- UFO大戦争 戦え! レッドタイガー（1978年） - 天野博士
- 大都会 PARTIII 第38話「国際密輸ルート」（1978年） - シャルウィン・シャン
- 江戸川乱歩の黄金仮面 妖精の美女（1978年）　-　ジョルジュ・ポワン（フランス大使館員）
- 特捜最前線 第103話、第104話「帰ってきたスキャンダル刑事!」（1979年） - ミヤモト（ジョージ原口）
- 特命刑事 第4話「危険海域」（1980年） - ガルシア（某国駐日大使）
- 非情のライセンス 第3シリーズ 第20話「兇悪の父娘 スパイ・イン・東京」（1980年） - チャーリー・E・クロフォード
- 加山雄三のブラック・ジャック 第5話「魔王大尉」（1981年） - ケネス大尉
- 大奥 第22話「不倫の円舞曲」（1983年）
- 嫁姑・陣取り合戦（1985年）
- 太陽にほえろ! 第691話「さらば! 山村刑事」（1986年） - トーマス・ベルナルド（バルジ共和国書記官）

### 教養番組
- 英語であそぼ 第3シリーズ「プラネット・パラダイス」（1995年 - 1998年） - グランパ・ジェリー

### CM
- 資生堂男性用化粧品（初代男性モデル）